# Reserva índia de Mille Lacs
Mille Lacs (Misi-zaaga'iganiing en llengua chippewa) és una reserva índia de la nació anishinaabemowin a uns 160 kilòmetres al nord de les ciutats de Minneapolis - Saint Paul (Minnesota). Té una extensió de 247 km² (60.975 acres) i 3.665 apuntats al rol tribal, dels quals 2.000 viuen a la reserva, 800 a Minneapolis i uns altres 900 arreu dels EUA.
El territori comprèn vuit comunitats dels comtats de Mille Lacs, Aitkin i Pine. Fou establerta per la BIA el 1855 amb les comunitats de Neyaashiing (Vineland) i Chi-minising (Isle), al costat del llac Mille Lacs.
Des del 1930 formen part de la Tribu Chippewa de Minnesota, cos que agrupa les sis bandes chippewa de Minnesota. L'economia es basa principalment en els Grans Casinos Hinckley i Mille Lacs, que donaven treball a 675 membres de la reserva. El cap executiu de la reserva és Melanie Benjamin.